# Uranotaenia mattinglyi
Uranotaenia mattinglyi är en tvåvingeart som beskrevs av Qutubuddin 1951. Uranotaenia mattinglyi ingår i släktet Uranotaenia och familjen stickmyggor. Inga underarter finns listade i Catalogue of Life.